# HMS Acasta (1930)
HMS Acasta was een A-klasse torpedobootjager van de Britse Royal Navy. Het schip werd op 11 februari 1930 overgedragen aan de marine. Op 8 juni 1940 werd ze tijdens een treffen met de Duitse slagschepen Scharnhorst en Gneisenau tot zinken gebracht.

## Geschiedenis
Op 8 juni voerde de HMS Acasta samen met HMS Ardent en het Britse vliegdekschip HMS Glorious acties uit in Noorwegen, ter ondersteuning van de evacuatie van de Geallieerde troepen. De schepen werden echter ontdekt door de Duitse slagschepen Scharnhorst en Gneisenau.
De HMS Acasta legde een rookgordijn om de HMS Glorious te beschermen. Ze beschoot de Scharnhorst met torpedo’s en geschutvuur. Ze wist enkele treffer te plaatsen die averij toebrachten aan het veel grotere Duitse schip. Na een twee uur durend gevecht werd de HMS Acasta door de Duitse schepen tot zinken gebracht. De bemanning van de Gneisenau hing de vlag halfstok en stond in het gelid als eerbetoon aan de moed van de HMS Acasta. Alle drie de Britse schepen werden tot zinken gebracht. De HMS Acasta en de HMS Ardent hadden de twee Duitse oorlogsbodems echter dusdanige averij toegebracht dat ze voor herstel naar Trondheim moesten uitwijken. De konvooien met de geëvacueerde Geallieerde troepen konden nu betrekkelijk ongestoord terugkeren naar Engeland.
Een groot deel van de bemanning van de HMS Acasta wist zich in veiligheid te brengen. Door miscommunicatie was de Royal Navy er echter lange tijd niet van op de hoogte dat het schip gezonken was. Uiteindelijk kon er slechts een drenkeling van de HMS Acasta uit het ijzige water van de Noordzee gered worden. De drenkelingen van de andere Britse schepen werden gered door het Noorse koopvaardijschip Borgund en werden op 14 juni aan land gebracht in Tórshavn op de Faeröereilanden.